# 미워도 다시 한번 4
"미워도 다시 한 번 대완결편"(Once More, For Love - Final Episode)는 한국에서 제작된 정소영 감독의 1971년 드라마 영화이다. 신영균 등이 주연으로 출연하였고 정웅기 등이 제작에 참여하였다.

## 출연
- 신영균 : 신호 역
- 문희 : 혜영 역
- 전계현 : 신호의 아내 역
- 노운영
- 박진
- 김태숙
- 안혜원
- 김정훈 : 신호 역